# Lietvesi
Lietvesi är en sjö i Finland. Den ligger i Puumala i landskapet Södra Savolax, i den södra delen av landet, 220 km nordost om huvudstaden Helsingfors. Lietvesi ligger 68 meter över havet.